# Paige Rense
Paige Rense Noland (Des Moines, 4 de mayo de 1929 - West Palm Beach, 1 de enero de 2021) fue una editora estadounidense que trabajó como editora jefa de la revista Architectural Digest desde 1975 hasta 2010. Es la fundadora del premio de poesía Arthur Rense Prize. Rense también transformó la revista de cocina Bon Appétit en su formato moderno, fue editora jefa de GEO y escribió una novela de misterio, Manor House (Doubleday, 1997).

## Primeros años
Nació el 4 de mayo de 1929 y fue adoptada cuando era una bebé por Lloyd R. Pashong (1895-1988), custodio de una escuela pública de Des Moines, Iowa, y su esposa, Margaret May Smith (1890-1983), originalmente era conocida como Patty Lou Pashong y tomó el nombre de Paige cuando era adolescente. Para 1940, la familia vivía en 1014 Douglas Avenue en Des Moines, la residencia de su abuela materna, Martha Smith; su padre entonces trabajaba como hilandero en una fábrica de lana.
A principios de la década de 1940, ella y sus padres se mudaron de Iowa a Los Ángeles. A los 15 años huyó de su casa, y comenzó a trabajar como acomodadora en salas de cine.

## Carrera
Rense, que abandonó la escuela secundaria, comenzó su carrera de periodismo a mediados de la década de 1950, como miembro del equipo editorial de la revista de buceo Water World, donde su futuro esposo Arthur F. Rense era editor gerente. Después de dejar Water World, escribió un libro de belleza y una novela, además de artículos para Cosmopolitan, y trabajó en publicidad.
En octubre de 1970, Rense se convirtió en editora asociada de Architectural Digest. Seis meses después fue nombrada directora de la revista tras el asesinato de su editor en jefe, Bradley Little, y fue nombrada editora en jefe en 1975. Ocupó ese cargo hasta 2010, tras haber transformado la revista, que fue fundada en 1920 como una revista especializada, en "una biblia para el mundo del diseño y aumentando su circulación a más de 850.000 desde 50.000 durante su mandato".
En el momento de su jubilación, se informó que estaba trabajando en un libro sobre la carrera de su difunto esposo Kenneth Noland, el artista Color Field.
Rense escribió Architectural Digest: Autobiography of a Magazine 1920-2010, en octubre de 2018, que cuenta la historia de Architectural Digest durante su mandato como editora. Según el editor Rizzoli, el libro es "la primera y autorizada historia del ascenso del diseño de interiores de una industria comercial íntima a los decoradores famosos de la actualidad, como se ve a través de los ojos de Architectural Digest e íntimamente contada por Paige Rense, el icónico de la revista, ex editor en jefe durante más de cuatro décadas".

## Premios
Rense ha recibido:
- Premio al logro del Museo de Arte y Diseño (2006).[1]
- Premio de la Academia Estadounidense de Logros (2000).
- Premios al Fundador del Instituto Pratt (1997).
- Premio al Salón de la Fama del Diseño de Interiores (1985).

## Vida personal
Rense se casó cuatro veces:
- Richard F. Gardner, ejecutivo de publicidad de Los Ángeles. Se casaron el 25 de agosto de 1950[16] y luego se divorciaron.[17]
- David Thomas, a quien conoció mientras ambos trabajaban para el Servicio de Radio de las Fuerzas Armadas de los Estados Unidos en Tokio, Japón, a principios de la década de 1950. Se divorciaron en Baker, Florida, en 1956.[18]
- Arthur F. Rense (1916-1990), periodista deportivo del Los Angeles Daily News y director de relaciones públicas de Summa Corporation de Howard R. Hughes.[2][19] Por este matrimonio tuvo tres hijastros.[20] La pareja se casó dos veces, desde el 22 de febrero de 1958 hasta su divorcio en marzo de 1974 y desde el 22 de diciembre de 1987 hasta la muerte de Arthur Rense.[4][21] En 1998, Rense estableció el premio trienal Arthur Rense de poesía en honor a su difunto esposo, un poeta aficionado; es impartido por la Academia Estadounidense de Artes y Letras.[22]
- El pintor Kenneth Noland (1924-2010), con quien se casó en 1994. Por este matrimonio tiene cuatro hijastros.[23]

Falleció el 1 de enero de 2021 a los noventa y un años de edad en West Palm Beach, Florida.